# Piragüismo
El piragüismo o canotaje es un deporte acuático que se practica sobre una embarcación ligera, normalmente de fibra de vidrio, fibra de carbono o plástico en embarcaciones de recreo y fibras de kevlar o carbono en embarcaciones de competición. La embarcación es propulsada por una o varias personas con una pala que van situadas de frente a la proa de la embarcación, a diferencia del remo, deporte en el que se sitúan de espalda. Las embarcaciones utilizadas son piraguas, kayaks, y canoas.

Competición de piragüismo.

Las competiciones se hacen durante todo el año. Se divide en categorías según la edad y sexo. La división por edad establece la distancia que se rema en cada categoría que va aumentando conforme se va subiendo de categoría. No obstante de manera provisional, en algunas competiciones un palista podrá cambiar su categoría a una superior. Por ejemplo: un juvenil y un sub-23 podrán remar en una competición como una embarcación sub-23.
El Diccionario de la lengua española define «piragüismo» como el deporte que consiste en la competición de dos o más piraguas, movidas a remo por sendos piragüistas, que pueden ir sentados o de rodillas.

## Historia
Las palabras «piragua» y «canoa» son términos americanos, pertenecientes a las lenguas arahuacas, utilizadas para denominar a dos tipos de embarcación características de la cultura taína, con las que los habitantes locales realizaban navegación de cabotaje en la zona del mar Caribe. Ambas se caracterizaban por no tener diferencias entre la proa y la popa, pero la piragua era algo más grande y podía incluir el uso de velas. El 26 de octubre de 1492, Cristóbal Colón introdujo la palabra «canoa» en la cultura europea, que de ese modo se convirtió en el primer americanismo del idioma español. El siguiente es el texto del «Diario del Primer Viaje» en el que aparece el término:

Viernes, 26 de octubre. Estuvo de las dichas islas de la parte del Sur. Era todo bajo cinco o seis leguas, surgió por allí. Dijeron los indios que llevaba que avía de ellas a Cuba andadura de día y medio con sus almadías, que son navetas de un madero adonde no llevan vela. Estas son las canoas.

El término kayak es una palabra derivada de inuit que significa «bote de hombre».
En América del Norte y la Mesopotamia asiática, se han encontrado canoas de 6000 años de antigüedad. El kayak, por su parte, es un invento inuit, en el Ártico, concebido originalmente como «bote unipersonal consistente en un armazón de madera revestido de pieles», que tiene una antigüedad de al menos 7000 años a. C. Varios grupos científicos sostienen incluso la hipótesis de que la primera llegada del hombre a América fue realizada en canoas, entre 10 000 y 14 000 años a. C.

### El piragüismo nace como deporte
Aunque en la década de 1840 el piragüismo empezó a ser considerado como deporte, su nacimiento tal como lo conocemos hoy en día, se remonta al kayak que construyó en 1865 por el escocés John MacGregor, un abogado residente en Londres. Este escocés se considera el viajero universal más conocido en el mundo del piragüismo. Durante 1865, MacGregor se dedicó a viajar a través de los ríos británicos. Durante los años siguientes, emprendió numerosos viajes por los lagos y ríos de los países nórdicos y de Europa Central —Francia, Alemania y Suiza— con su kayak «Rob Roy», que se llamó así en honor al famoso Rob Roy del clan escocés MacGregor. También llegó al Mar Rojo, navegó en el Jordán, en el canal de Suez y en el río Nilo.
Concibió la idea de una embarcación ligera lo suficientemente grande para llevarla él mismo, y completamente cubierta salvo por un pequeño agujero en el medio del barco en el que él se sentaba y propulsada por un remo de doble pala o una vela pequeña. El kayak «Rob Roy» tenía una longitud de cuatro metros, una anchura de 75 cm y su peso era de aproximadamente 30 kg. Se construyó de la manera tradicional, de un armazón de madera, cubierta con lona impermeable que constituyó el modelo estándar de kayak durante bastante tiempo. John MacGregor alcanzó tal prestigio, que fue invitado por  Napoleón III a visitar París en 1867 para que organizara una travesía en el río Sena con motivo de la Exposición Universal. Su libro, «Un millar de millas en la canoa Rob Roy», cuenta las aventuras de este singular navegante.
En el continente europeo, los primeros kayaks se difundieron en Suiza y Alemania, que se emplearon en principio para propósitos excursionistas y después también para la competición. Los primeros kayaks construidos en Europa se hicieron de la misma forma y con los mismos materiales empleados por los esquimales. Debido a que las características principales de esta embarcación eran el paseo y la comodidad, los kayaks se construyeron con armazones desarmables que les permitieron ser fácilmente transportados dentro de mochilas y rápidamente armadas en el lugar deseado. En Alemania se desarrolló en el siglo XIX un popular kayak desarmable bautizado como «Faltboote». Se construyó con un armazón de madera cubierta con una lona impermeable.
Más adelante, los kayaks se construyeron con más anchura en la popa que en el resto de la embarcación, hasta el día en que un alemán llamado «Heyman» tuvo la ocurrencia de pensar que «la naturaleza es nuestro modelo». Así, empezó a construir los kayaks con forma del pez: anchos en la proa y estrechos en la popa, consiguiendo unas embarcaciones que llegaron a ser las más rápidas del momento. En 1880 se fundó en los Estados Unidos la American Canoe Association y el 19 de enero de 1924, la primera federación internacional de canotaje, vista la necesidad de reagrupar las numerosas asociaciones de piragüismo que ya existían a nivel mundial. En ese momento se creó la Federación Internacional de Piragüismo con el nombre de Internacionale für Repräsentantschaft Kanusport, siendo constituida por Austria, Dinamarca, Alemania y Suecia. Sin embargo, no fue hasta junio de 1946 cuando adquirió su nombre definitivo, International Canoe Federation (ICF). Esta entidad organizó en 1938, el primer Campeonato Mundial de Piragüismo en Aguas Tranquilas.
El piragüismo fue incluido como deporte de exhibición, en los Juegos Olímpicos de París 1924, donde tuvieron lugar algunas exhibiciones de kayak con once piragüistas, y fue formalizado como deporte olímpico en los Juegos Olímpicos de Berlín 1936.

### La revolución de la tecnología
Un día, cerca del final de la  década de 1930, William Fronde, un diseñador naval británico, descubrió que los kayaks eran más rápidos si eran más largos. Desde ese momento, todos los constructores empezaron a construir kayaks más largos porque, en ese momento, los kayaks de competición eran de medidas y formas libres. En 1936, para la  Olimpíada de Berlín, se crearon los reglamentos que establecieron las dimensiones oficiales de los kayaks y canoas que rigen actualmente.
Los grandes innovadores en ese momento, fueron los  austríacos que introdujeron en esos Juegos Olímpicos los kayaks que construyeron de «corteza», con las superficies lisas y acabado uniforme, de considerables ventajas, porque la superficie lisa reducía al mínimo la resistencia en el agua, y facilitaba el avance de la embarcación. Poco a poco, estas embarcaciones fueron cambiando hasta llegar a los sofisticados kayaks y canoas de competición de la actualidad. Tras la Segunda Guerra Mundial, el piragüismo se volvió sumamente popular, sobre todo al principio, probablemente porque proporcionó una manera barata de navegar, cuando los suministros eran muy limitados. El auge global de las embarcaciones en los años 50 benefició al piragüismo. La popularidad del «eslalon» como espectáculo catapultó al piragüismo y logró, por medio de la televisión, llegar a ingentes cantidades de público.
Hoy en día, según el reglamento de competición de la F.I.P. puede usarse cualquier tipo de material para la construcción del kayak, si bien el peso total, forma y superficie de contacto con el agua del kayak deben ser los especificados por el reglamento.
La posibilidad de usar cualquier material de fabricación se ha explotado al máximo por los constructores de kayaks, usando maderas tratadas, metales, plásticos y fibras que hacen más ligeros a los kayaks con resistencia mejorada y durabilidad. Actualmente, las maderas más nobles, trabajadas convenientemente, se han empleado en la construcción de piragüas y, más recientemente, las fibras de carbono y kevlar han agregado una superior resistencia a estas embarcaciones.

### En la actualidad
Alemania y Hungría se encuentran entre los países más destacados en este deporte; el primero, a lo largo de la historia, ha sumado 192 medallas de oro, contando las logradas por los distintos estados alemanes a lo largo de la historia, mientras que el segundo también lidera los logros en campeonatos mundiales, con 191 medallas de oro. Entre los países de habla hispana, España es el mejor ubicado, tanto en el medallero olímpico con 16 medallas, siendo 5 de ellas de oro, 7 de plata y 4 de bronce , como en los campeonatos mundiales con una veintena de medallas de oro, tomando una posición mucho más fuerte desde 2017. Entre los países hispanohablantes, también han obtenido medallas olímpicas Cuba, México, Argentina y Chile.

## Modalidades
Existen diferentes modalidades de piragüismo o canotaje, dependiendo del tipo de embarcación, del número de personas que monten sobre ella o de la superficie acuática sobre la que se desarrolle —mar, río, lago o pista artificial—. Las principales modalidades del Piragüismo son las siguientes:

### Aguas tranquilas - Sprínt
Son las competiciones en las que la salida se da a las embarcaciones colocadas en línea y siempre sobre aguas tranquilas (Nivel I), recorriendo una distancia sin obstáculos en línea recta en el menor tiempo posible. Las distancias que están reconocidas como olímpicas son 200, 500 y 1000 metros.
También podrán disputarse pruebas sobre la distancia de 1500, 3000 metros, así   como   otras   distancias   aprobadas   por   el   reglamento   de   la   especialidad, desarrollándose en este caso sobre un circuito o en línea.

### Piragüismo en eslalon
El objetivo de la competición de «eslalon» es realizar un recorrido en «aguas bravas», franqueando un número determinado de puertas en el menor tiempo posible. Los trayectos de Piragüismo en eslalon se señalan sobre aguas bravas, esto es, las de dificultad de navegación Nivel III, IV y V, y a los obstáculos fluviales se añaden otros artificiales, independientemente de las puertas, que no son obstáculos.
El recorrido debe tener una longitud mínima de 250m, medidos desde la línea de salida hasta la línea de llegada —medido por la línea central—, y se recomienda que la longitud máxima no sea superior a 400m. También debe haber un área de calentamiento para los competidores de al menos 100 m, así como un área de relajación pasada la línea de llegada. El recorrido tendrá el número de puertas que determine el reglamento de la F.I.C. La distancia entre la última puerta y la línea de llegada no debe ser inferior a 15m. ni superior a 25m. El recorrido debe ser totalmente navegable y ofrecer las mismas condiciones para palistas diestros y zurdos en C-1. El eslalon está reconocido como olímpico.

### Descenso de aguas bravas
El descenso de aguas bravas es una competición que tiene por objetivo que un competidor en una embarcación sobre aguas bravas descienda por un recorrido establecido en el menor tiempo posible. Es obligatorio el uso de chaleco salvavidas y casco tanto para «eslalon» como para «descenso».

### Piragüismo en ríos y travesías
Las diferentes competiciones dentro de esta modalidad son:
Los ascensos, son competiciones que celebran en río y en contra de corriente. Se realizan en una o varias etapas, sin más obstáculos ni dificultades que las naturales existentes —nivel I y II—, con toma de tiempos; los Descensos son competiciones que se celebran en río, a favor de la corriente. Se realizan en una o varias etapas, sin más obstáculos ni dificultades que las naturales existentes —nivel I y II—, con toma de tiempos y las travesías, son competiciones que se celebran en mar, lagos, embalses, etc. Se realizan en una o varias etapas, sin más obstáculos ni dificultades que las naturales existentes —nivel I y II—, con toma de tiempos.

### Piragüismo en maratón
En las regatas de «maratón» el competidor deberá cubrir en el menor tiempo posible un determinado recorrido de larga distancia en aguas no sujetas a prescripciones estándar. Deberá afrontar las mismas tal como las encuentra y estar preparado, en caso necesario, a transportar su embarcación a través de un obstáculo o entre dos cursos de agua. Durante el recorrido el competidor deberá realizar un número de porteos previamente establecido y debidamente señalizados en los cuales se puede avituallar al deportista. El recorrido del porteo tendrá un mínimo de 100 metros y un máximo de 300 metros.

### Piragüismo recreativo
Son actividades realizadas sobre una piragua en cualquier escenario navegable llevadas a cabo sin ánimo de competir, que se realizan en una o varias etapas y sin tomas de tiempos.

### Kayak polo
El «kayak polo» consiste en un juego de pelota competitivo entre dos equipos, compuestos de cinco jugadores cada uno. Los participantes, provistos de un kayak y de una pala, intentan marcar goles en la portería del contrario. Obligatorio es el uso de casco y chaleco salvavidas reglamentarios.

### Balsismo
El balsismo o descenso de ríos se desarrolla sobre escenarios de aguas bravas, superando los obstáculos del recorrido en una balsa neumática, siendo su elemento propulsor la pala simple.

### Kayak de mar
El kayak de mar, es una especialidad del piragüismo cuya competición se realiza en mar, estuarios, rías, etc.; utilizando embarcaciones específicas.

### Kayak surf
El kayak surf son evoluciones del piragüista aprovechando la fuerza de las olas, tratando de mantenerse el mayor tiempo posible impulsado por estas y valiéndose de la pala como único medio de propulsión.

### Estilo libre
El objeto de la competición de «estilo libre» es hacer el máximo de maniobras para sumar el máximo posible de puntos en un tiempo determinado, en una ola o rulo en un cauce de aguas bravas.

### Barco dragón
El Barco dragón es una modalidad en la que se disputan carreras con una canoa abierta propulsada por 20 palistas, o 10 en la modalidad pequeña, con una pala de hoja simple y nunca de dos hojas. La tripulación la completa un timonel y un marcador de ritmo. La Real Federación Española de Piragüismo incluyó al I Campeonato de España de Barco Dragón en su calendario nacional de ámbito estatal de 2016.

### Piragüismo adaptado
El «Piragüismo adaptado» está orientado para toda persona con discapacidad que tenga la habilidad de participar en pruebas de piragüismo, utilizando embarcaciones reglamentarias o especialmente adaptadas. De todas estas modalidades,  solo «aguas tranquilas» y «eslalon» se encuentran dentro del calendario olímpico.

## Baremo de dificultades
Tanto por la ICF (por sus siglas en inglés) como por las Federaciones nacionales de los diferentes países, hay establecidas unas valoraciones internacionales de dificultad para el trazado de recorridos, en España de la siguiente manera:
- Nivel I.- Fácil. Aguas tranquilas sin ninguna dificultad de navegación.
- Nivel II.- Pequeñas dificultades, con corrientes, presas y rápidos sin dificultad. No aptos para embarcaciones de pista o velocidad. Aconsejable el uso de chaleco salvavidas y casco.
- Nivel III.- Navegación difícil. Es obligatorio a partir de este nivel el casco y el chaleco salvavidas. Corriente viva, rápidos francos, exigen dominio de la embarcación. No aptos para embarcaciones de pista o velocidad.
- Nivel IV.- Muy difícil. Pero sin peligro para palistas entrenados. No aptos para embarcaciones de pista o velocidad. Obligatorio el uso de chaleco salvavidas y casco.
- Nivel V.- Navegación extremadamente difícil. Peligroso. Solo para palistas perfectamente entrenados y preparados. No apto para embarcaciones de pista o velocidad. Obligatorio el uso de chaleco salvavidas y casco.
- Nivel VI.- Infranqueable. Impracticable. Sin posibilidad de navegación.